# Swan Valley
Swan Valley és una població dels Estats Units a l'estat d'Idaho. Segons el cens del 2000 tenia 213 habitants.

## Demografia
Segons el cens del 2000, Swan Valley tenia 213 habitants, 79 habitatges, i 57 famílies. La densitat de població era de 8 habitants/km².
Dels 79 habitatges en un 26,6% hi vivien nens de menys de 18 anys, en un 69,6% hi vivien parelles casades, en un 1,3% dones solteres, i en un 26,6% no eren unitats familiars. En el 19% dels habitatges hi vivien persones soles l'11,4% de les quals corresponia a persones de 65 anys o més que vivien soles. El nombre mitjà de persones vivint en cada habitatge era de 2,7 i el nombre mitjà de persones que vivien en cada família era de 3,16.
Per edats la població es repartia de la següent manera: un 25,8% tenia menys de 18 anys, un 4,2% entre 18 i 24, un 23,5% entre 25 i 44, un 27,7% de 45 a 60 i un 18,8% 65 anys o més.
L'edat mediana era de 40 anys. Per cada 100 dones de 18 o més anys hi havia 113,5 homes.
La renda mediana per habitatge era de 37.083 $ i la renda mediana per família de 41.071 $. Els homes tenien una renda mediana de 37.083 $ mentre que les dones 17.813 $. La renda per capita de la població era de 18.527 $. Aproximadament el 3,8% de les famílies i el 9,2% de la població estaven per davall del llindar de pobresa.

## Poblacions més properes
El següent diagrama mostra les poblacions més properes.